# Клаус Ціллікенс
Кла́ус Ціллікенс (нім. Klaus Zillikens); (30 жовтня 1958, Білефельд) — німецький дипломат. Генеральний консул Німеччини в Донецьку (Україна) (2009—2013). Голова моніторингової місії ОБСЄ в Східній Україні (2014). Генеральний консул Німеччини в Ріо-де-Жанейро (з 2016).

## Життєпис
Народився 30 жовтня 1958 року в Білефельд. У 1977 році закінчив університет, проходив практику в Сімферополі, Одесі, Києві, був у Казахстані.
У 1989 році закінчив Центр підготовки і освіти Міністерства закордонних справ, Бонн.
У 1989—1990 — речник в посольстві Німеччини в Виндхуці (Намібія).
У 1990—1993 — заступник глави місії в німецькому посольстві Мапуту (Мозамбік).
У 1993—1996 — заступник начальника Відділу з контролю над озброєннями в рамках ООН, Міністерство закордонних справ, Бонн.
У 1996—2000 — радник Постійного представництва Федеративної Республіки Німеччини в ОБСЄ, Відень.
У 2000—2004 — керівник економічної служби в німецькому посольстві в Києві, (Україна).
У 2004—2007 — заступник начальника Південної Африки, Міністерство закордонних справ, Берлін.
У 2007—2008 — Обмін чиновник в Міністерстві закордонних справ Словенії, Любляна (Словенія).
У 2008—2009 — політичний радник Спеціального представника ЄС з Центральної Азії, Алмати (Казахстан).
У 2009—2013 — Генеральний консул Федеративної Республіки Німеччина у Донецьку.
У 2013—2014 — Глава зовнішньополітичного економічного розвитку, Міністерство закордонних справ, Берлін.
У 2014 році — Очолював групу спостерігачів від місії ОБСЄ в Україні.
У 2014—2016 — Глава двосторонніх відносин з країнами Північної Європи, Балтії та арктичної політики, міністерство закордонних справ, Берлін.
З 22 вересня 2016 — Генеральний консул Федеративної Республіки Німеччина, Ріо-де-Жанейро (Бразилія).